# Stadtverfall

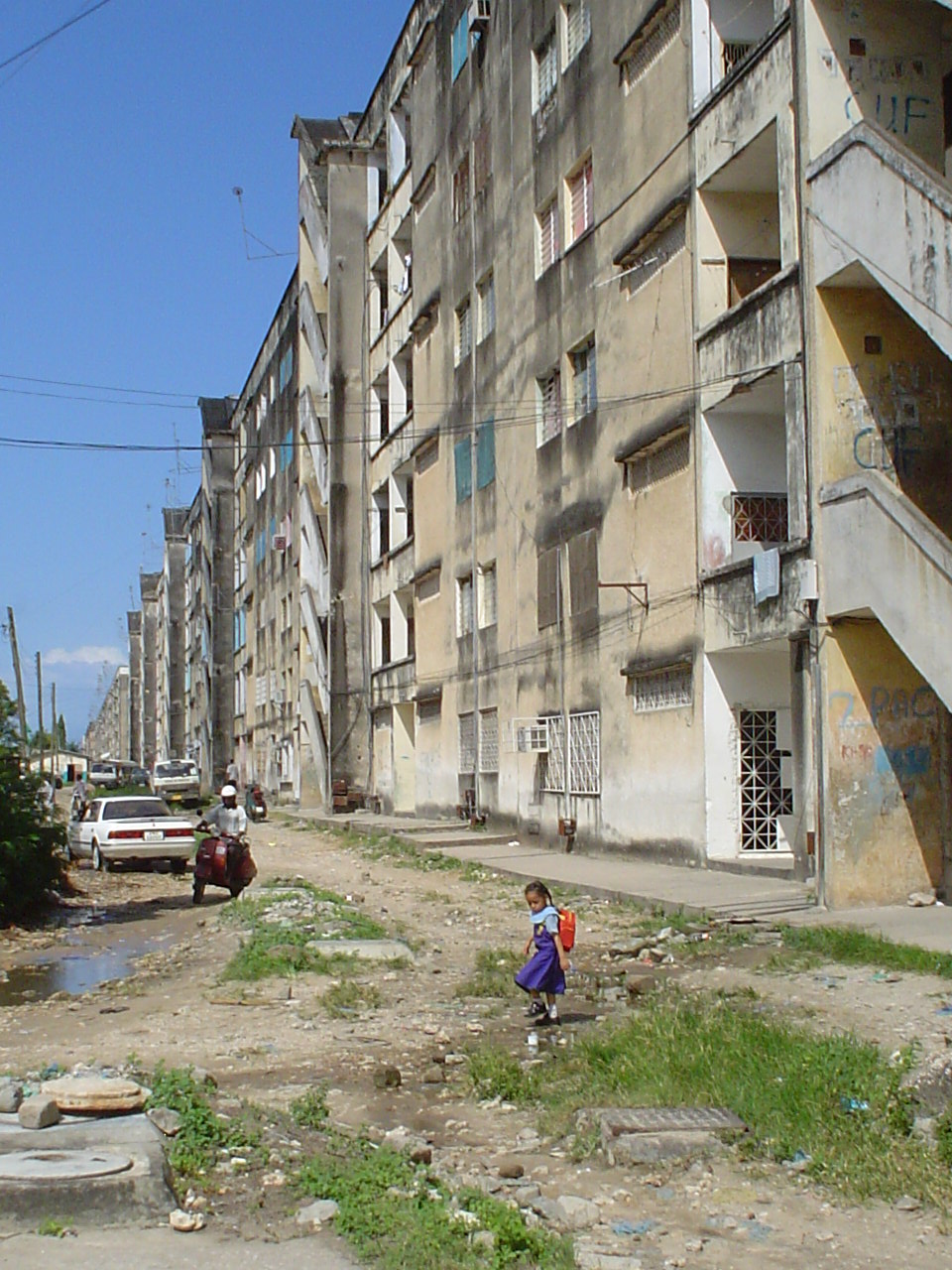
Stadtverfall ist nicht nur auf Industrieländer beschränkt: Verfallener Wohnblock in Sansibar aus den 1970er Jahren. Von Entwicklungshelfern der DDR gebaut. Einst Symbol des Fortschrittes, heute verfallen.

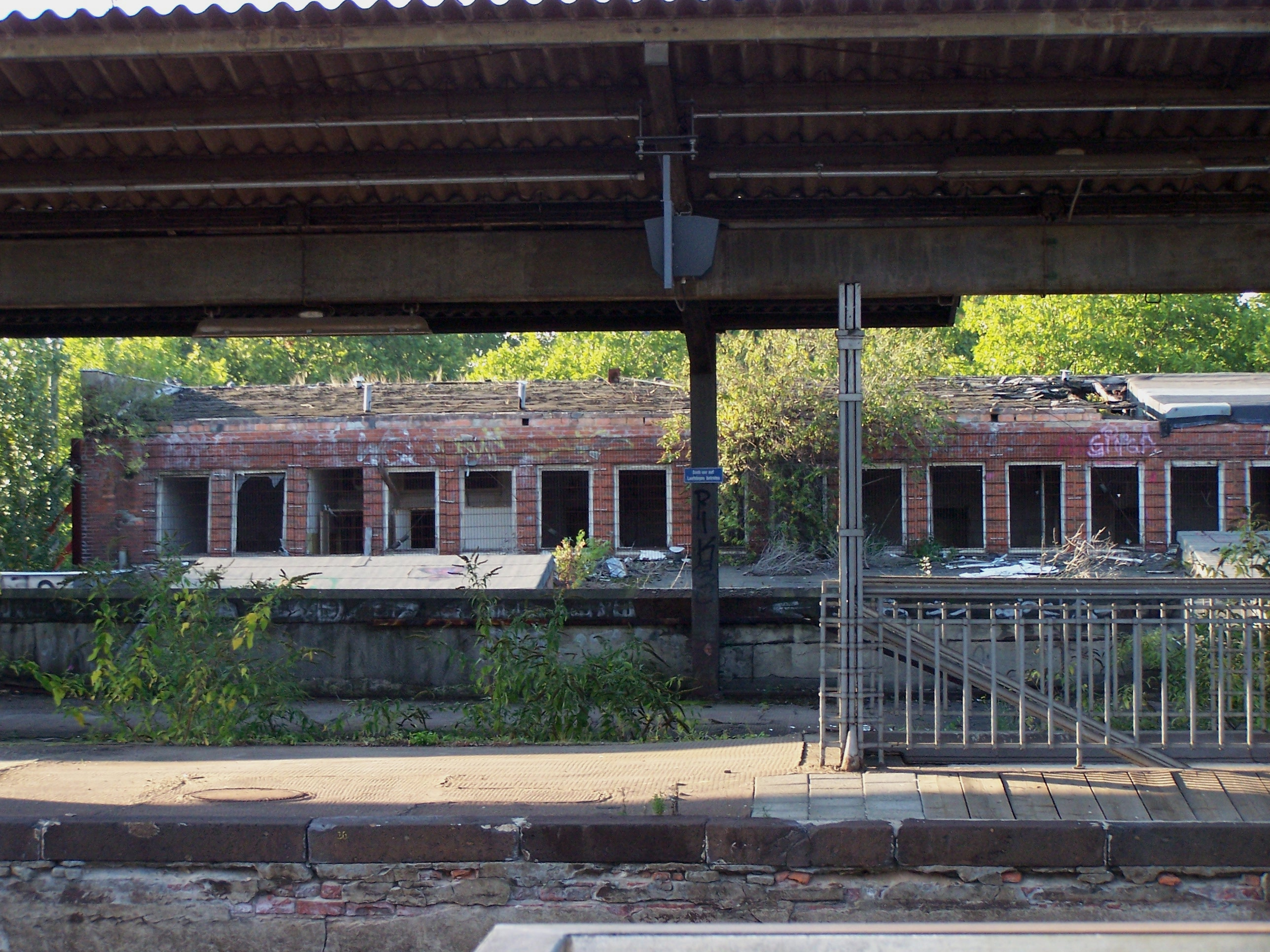
Rückseite der Ruine des Empfangsgebäudes des Ostbahnhofs im Frankfurter Ostend, Beispiel für Stadtverfall, September 2008, saniert 2016

Stadtverfall kennzeichnet Mangelerscheinungen der physischen Struktur einer Stadt, die von leichten Beeinträchtigungen der Funktion oder des äußeren Erscheinungsbildes bis hin zur völligen Zerstörung derselben reichen können. Die notwendigen baulichen Investitionen zur Erhaltung der physischen Struktur werden nicht mehr getätigt. Städtische Strukturen werden abgenutzt und altern, Gebäude werden abbruchreif, funktionsuntüchtig oder bleiben als Brachflächen zurück. Dies betrifft besonders die historische Bausubstanz, aber auch abgewohnte Großwohnanlagen oder betriebliche Anlagen, die nicht mehr genutzt werden.
Stadtverfall kann sich ausbreiten: Wenn in einen Stadtteil oder in ein Gebäude nicht mehr investiert wird, dann steigt die Wahrscheinlichkeit, dass auch in das Nachbargebäude oder in den benachbarten Stadtteil weniger investiert wird. Insbesondere dann, wenn eine marktgesteuerte Stadtentwicklung dominiert, breitet sich Stadtverfall leichter aus. Die englische Bezeichnung für Stadtverfall, blight (sinngemäß: „Pilzbefall“), drückt diesen Effekt der „Ansteckung“ implizit aus.
Die Umstände, die zum Stadtverfall führen können, sind vielfältig. Die fehlende Investitionstätigkeit hat unterschiedlich Gründe:
- Zu geringe Nachfrage nach Wohnraum – beispielsweise als Folge einer sinkenden Bevölkerungszahl – sorgt für fallende Preise und steigenden Leerstand. Die Erträge für Hausbesitzer sinken und es steht zu wenig Kapital für Erneuerung zur Verfügung.
- Durch äußere Einflüsse wie z. B. Verkehrslärm oder Emissionen der Industrie werden Wohngebiete unattraktiv.
- Der rechtliche Rahmen sorgt für eine Limitierung der Mieteinnahmen und der sonstigen Immobilienerträge. Damit unterbleibt zugleich eine Investitionstätigkeit.
- Bewusst mangelnde Instandsetzung um Mieter zum Auszug zu bewegen oder den Wunsch nach Abbruch zu bewirken (z. B. bei Bauten, die aus Denkmalschutzgründen eigentlich erhalten werden sollen).
- Die planerischen und städtebaulichen Aktivitäten (Ausbau der Infrastruktur, Förderungen, öffentlicher Neubau) konzentrieren sich auf die Stadterweiterung und vernachlässigen die abgewohnten Stadtviertel.
- Alte Nutzungen finden in Gebäuden oder Stadtvierteln nicht mehr statt und sind Leerstände (z. B. Detroit: Aufgegebene Produktionsstätte des Autoherstellers Packard), neue Nutzungen sind noch nicht vorhanden. Stadtverfall wird dabei zu einem Phänomen der zones in transition.
- Bauliche Fehlentwicklungen wie z. B. in der Stadt Sansibar durch massive Plattenwohnhäuser.

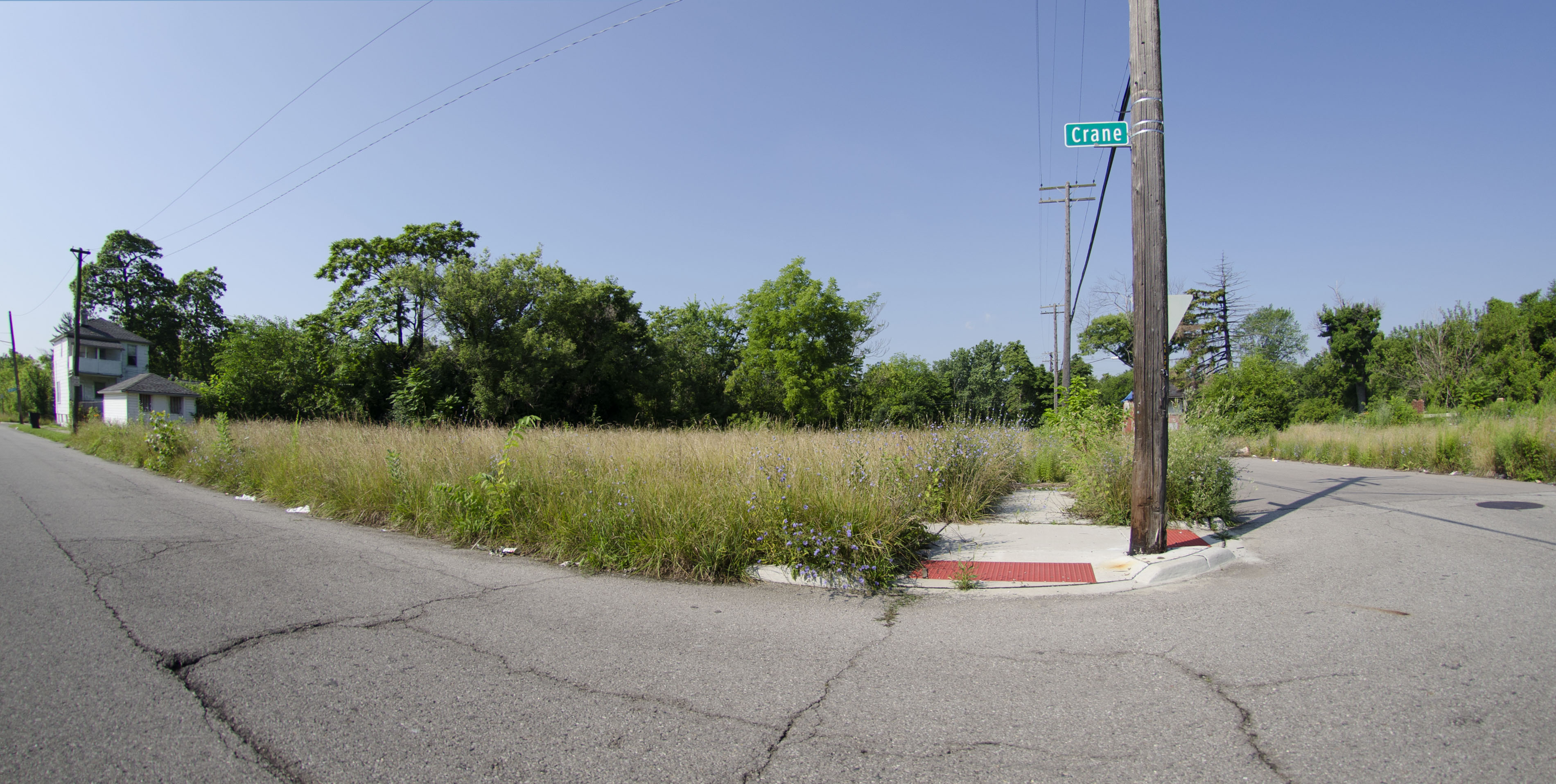
Verlassenes Wohnviertel in Detroit an der East Side

Intensive Gegenmaßnahmen in diesem Bereich werden u. a. durch städtebaulichen Bewegungen des New Urbanism und der Gentrifizierung erreicht sowie durch örtliche politische Vertreter oder durch staatliche Programme. Da heute viele Menschen wieder daran interessiert sind, in die City zurückzukehren, wurden in Stadtzentren zahlreiche ältere Gebäude saniert oder wiederhergestellt. Vor allem in Nordamerika waren dadurch Teile der Umlandgebiete dem Verfall ausgesetzt.
In Deutschland wurden seit 1969 durch die Programme zur Städtebauförderung im Rahmen des Städtebauförderungsgesetzes und seit 1991 durch ergänzende Programme des städtebaulichen Denkmalschutzes, des Stadtumbaus, der Sozialen Stadt und der Entwicklung neuer Stadtteile in besonderen städtebaulichen Lagen durch Bund, Länder und Städte sowie privater Bauherren große Erfolge gegen den Verfall erreicht.
Als ein besonders bekanntes Beispiel für Stadtverfall in der Moderne gilt der Niedergang von Detroit nach dem Wegzug der Autofabriken.